# Jan Wolkers
Jan Hendrik Wolkers (ur. 26 października 1925 w Oegstgeest, zm. 19 października 2007 w Texel) − holenderski pisarz, malarz i rzeźbiarz, zaliczany do najwybitniejszych autorów współczesnej literatury niderlandzkiej.
W latach sześćdziesiątych i siedemdziesiątych napisał serię autobiograficznych powieści i zbiorów opowiadań. Najbardziej znaną z nich jest wydane w 1969 Rachatłukum. Powieść ta doczekała się głośnej i cenionej ekranizacji pt. Tureckie owoce (1973) w reżyserii Paula Verhoevena. Wolkers jest także autorem amsterdamskiego pomnika upamiętniającego ofiary z Auschwitz.

## Dzieła

### Powieści
- 1962 − Kort Amerikaans
- 1963 − Een roos van vlees
- 1965 − Terug naar Oegstgeest (wyd. pol. pt. Powrót do Oegstgeest)
- 1967 − Horrible Tango
- 1969 − Turks Fruit (wyd. pol. pt. Rachatłukum)
- 1974 − De walgvogel
- 1977 − De Kus
- 1979 − De doodshoofdvlinder
- 1980 − De perzik van onsterfelijkheid
- 1981 − Brandende liefde
- 1982 − De junival
- 1983 − Gifsla
- 1984 − De onverbiddelijke tijd